# 西谷英雄

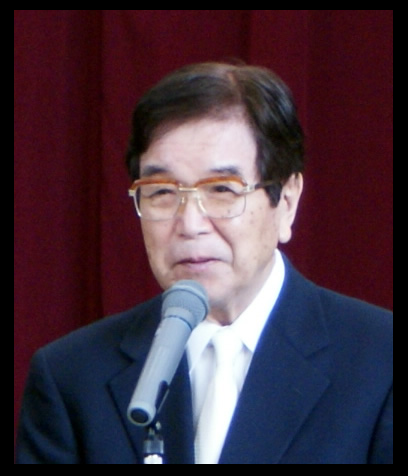
西谷英雄

西谷　英雄（にしたに　ひでお、1926年1月1日 -2013年11月13日、旧姓・香西）は、日本の教育者。専門は特別支援教育。
障害者の職業訓練高校開設を目標とした。学校法人光の村学園(光の村養護学校土佐自然学園)を1969年（昭和44年）に開校して、多くの障害を持った子供たちの職業訓練教育をおこなった。

## 経歴
1951年（昭和26年）に高知市立旭小学校で特殊学級の担任となり、1955年（昭和30年）には卒業生の進路を保障するために中学特殊学級を県内で初めて設置する。1958年（昭和33年）の中学校特殊学級卒業生に就職のなかった生徒が2人おり、その卒業生のために1959年（昭和34年）4月に代用高等部の場をつくり紙箱製造を始めた。昭和30年代初めには、カリキュラムの基礎資料「高知プラン」を作る仕事の中心的な役割を果たした。
1963年からは高知市立養護学校（現・高知市立高知特別支援学校）教頭を務めたが、1966年に退職。私財により1969年（昭和44年）に四国初の私立高等養護学校である光の村養護学校を開校した。

## 表彰・賞歴
- 1963年（昭和38年）：読売教育賞
- 1972年（昭和47年）：土佐市市民賞
- 1983年（昭和58年）：吉川英治文化賞
- 1989年（平成元年）：毎日社会福祉顛彰
- 1998年（平成10年）：文部科学大臣表彰〈特殊教育120年記念教育功労）
- 1999年（平成11年）：全日本特殊教育研究連盟理事長表彰（50周年記念大会特別功労賞）
- 2008年（平成20年）
  - 高齢・障害者雇用促進表彰受賞(独立行政法人高齢・障害者雇用支援機構)
  - 高知県功労者表彰受賞(知事表彰)
- 2009年（平成21年）：ペスタロッチー教育賞（広島大大学院教育学研究科主催）